# KkStB 269
Die kkStB 269 war eine Zahnradbahn-Dampflokomotive der kkStB und stand auf der Erzbergbahn in der Steiermark im Einsatz.

## Geschichte

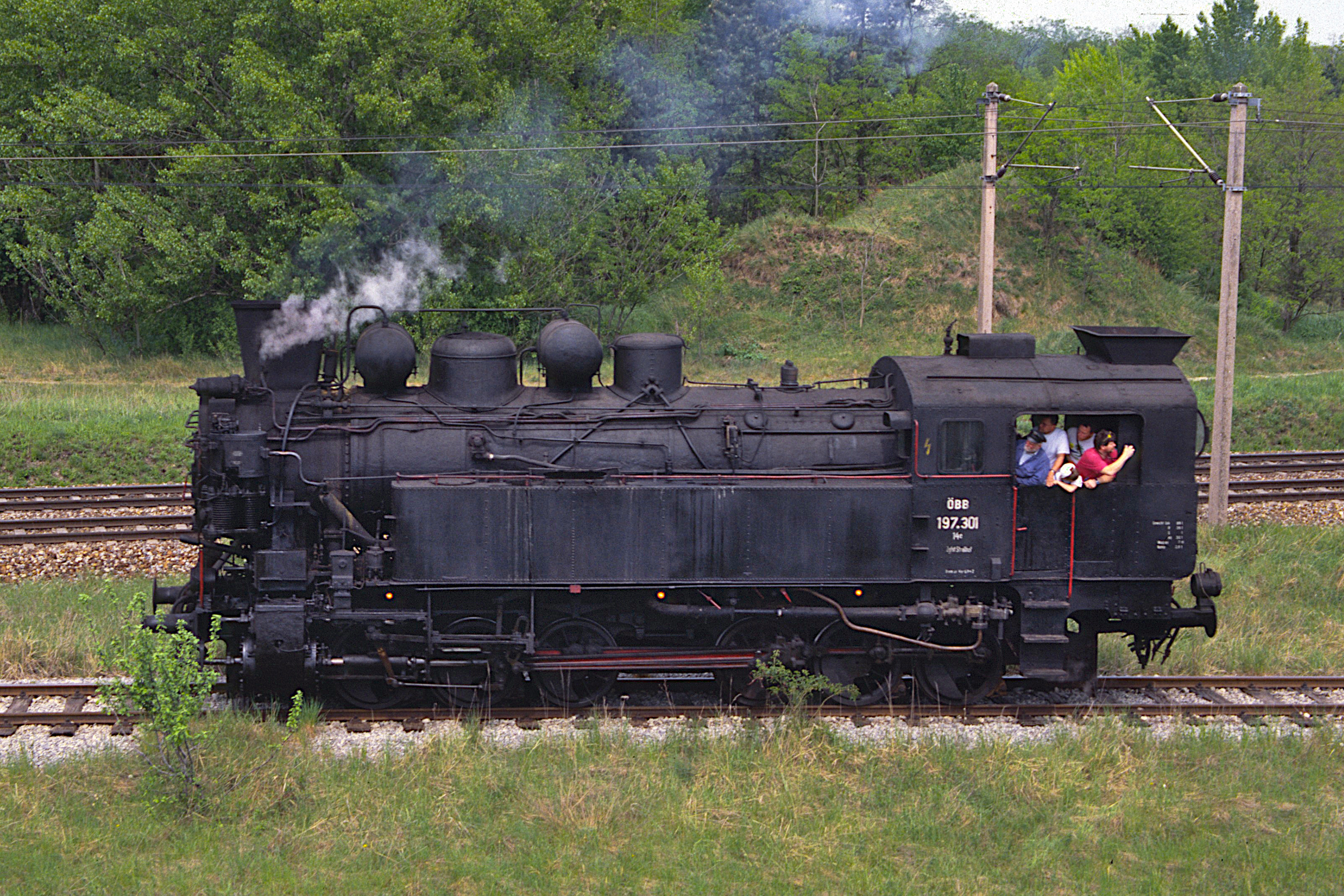
Museumslokomotive 197.01 im Eisenbahnmuseum Straßhof

Die Erzbergbahn konnte bereits 1911 den Betrieb mit den 18 vorhandenen Dampflokomotiven der Baureihe 69 nicht mehr bewältigen. Da ein zweigleisiger Ausbau der Strecke nicht möglich war, wurden stärkere Lokomotiven gefordert. Im Auftrag der Kaiserlich-königlichen österreichischen Staatsbahnen (kkStB) entwarf Chefkonstrukteur Karl Gölsdorf die Zahnradbahn-Dampflokomotiven der Reihe 269.
Es entstand eine sechsachsige Tenderlokomotive mit der Achsformel Fn4zzt: Sechs gekuppelte Treibachsen in einem starren Rahmen und ein Zahnrad-Triebwerk mit zwei Zahnrädern. Diese selten angewandte Bauform als Sechskuppler konnte 150 Tonnen auf dieser Strecke mit 15 km/h befördern und sollte den Schubdienst mit mehreren Lokomotiven vermeiden. 1912 wurden die drei neuen Dampflokomotiven in Betrieb genommen und erhielten die Bezeichnung 269.01–03. Die Bezeichnung 169 war schon für Lokomotiven der kkStB-Linie Tannwald-Grünthal (heute in Tschechien) vergeben. Da keine weitere Bestellung erfolgte, konnten sie die Reihe 69 jedoch nicht verdrängen. Bis zur Entwicklung der Reihe 297 im Jahr 1941 waren sie die leistungsstärksten Zahnradbahnlokomotiven der Welt.
Bei der Übernahme durch die Deutsche Reichsbahn im Jahr 1938 erhielten die Lokomotiven die Bezeichnung 97.301–303. Ab 1953 erhielten die Fahrzeuge die ÖBB-Nummern 197.301–303, um sich von der Vorgänger-Reihe 97.201–218 deutlicher zu unterscheiden. 1953 wurden die 197er mit Giesl-Ejektoren, einer leistungssteigernden Blasrohr-Konstruktion ausgestattet. Zwischen 1975 und 1979 wurden sie ausgemustert.
Die 197.301 wurde 1979 in betriebsfähigem Zustand an das Österreichische Eisenbahnmuseum übergeben und befindet sich im Eisenbahnmuseum Strasshof in Niederösterreich. Seit dem Ablauf ihrer Kesselfrist im Jahr 2002 ist sie nicht wieder in Betrieb genommen worden. (Stand 2023)

## Technische Merkmale
Die erste und die fünfte Achse waren um 20 Millimeter seitenverschiebbar, die sechste Achse sogar um 52 Millimeter. Die beiden gekuppelten Zahnradtriebräder waren zwischen dem dritten und vierten Radsatz angeordnet und stützten sich auf diese ab. Treibachse war die vierte Achse.
Ein vor dem Führerhaus angeordneter Ventilator saugte Luft an und leitete sie durch mit Kalkmilch getränkte Holzwolle, um das Lokpersonal auch im Tunnel mit rauchgasarmer Luft zu versorgen.

## Erhaltene Dampflokomotiven der Reihe
| Nummer  | Baujahr | Erhaltungszustand | Eigentümer/Standort             |
| ------- | ------- | ----------------- | ------------------------------- |
| 197.301 | 1912    | Schaustück        | TMW / Eisenbahnmuseum Strasshof |